# 베팅엔역
베팅엔역(독일어: Bahnhof Wettingen)은 스위스 아르가우주의 베팅엔에 있는 기차역이다. 이 역은 푸르탈선이 본선과 합류하는 지점의 바로 서쪽에 있는 취리히에서 바덴 본선에 있다.
이 역은 취리히 S-반의 S6, S12 및 S19 서비스를 통해 제공된다.